# Ковали (посёлок, Октябрьский район)
Ковали (бел. Кавалі́) — посёлок в Октябрьском районе Гомельской области Беларуси. В составе Октябрьского сельсовета.
Местными жителями часто называется «Подсобное» (в смысле «подсобное хозяйство»).

## География

### Расположение
В 6 км к югу от городского поселка Октябрьский, 209 км от Гомеля, 4 км от железнодорожной станции Рабкор (на ветке Бобруйск — Рабкор от линии Осиповичи — Жлобин).

### Транспортная сеть
Автодорога через деревню Ковали соединяет посёлок с городским посёлком Октябрьский.

## Информация
Планировка состоит из немного криволинейной улицы, близкой к меридиональной ориентации, к которой с запада и юго-востока примыкают дороги. Застройка деревянными усадьбами. В поселке расположено государственное сельскохозяйственное учреждение «Октябрьская сортоиспытательная станция». Работает магазин.

## Население

### Численность
- 2011 год — 34 двора, 89 жителей

### Динамика
- 1997 год — 49 дворов, 129 жителей
- 2011 год — 34 двора, 89 жителей

## Культура
- Ковалевский сельский клуб — филиал ГУК «Центр культурно-досуговой деятельности Октябрьского района»